# Hauptmarkt
Lo Hauptmarkt (letteralmente «mercato principale») è una piazza della città tedesca di Norimberga, posta nel centro storico a nord del fiume Pegnitz (nel cosiddetto "lato di San Sebaldo").
Circondata da edifici storici, fra cui spicca la parrocchiale cattolica di Nostra Signora, la piazza ospita il famoso mercatino di Natale del Bambin Gesù.
Sul lato nord della piazza si erge la Fontana Bella, uno dei monumenti più noti della città.